# Заря (Анапа)
Заря́ — хутор в муниципальном образовании город-курорт Анапа Краснодарского края России. Входит в состав Гайкодзорского сельского округа.

## География
Хутор находится в западной части Краснодарского края, на правом берегу реки Анапка, на расстоянии приблизительно 8 км (по прямой) к востоку от города Анапа, административного центра муниципального образования. Абсолютная высота — 19 м над уровнем моря.

## История
В 1958 году указом Президиума Верховного Совета РСФСР хутор имени Ворошилова переименован в хутор Заря.

## Население
| 2002 | 2010  |
| ---- | ----- |
| 1038 | ↗1179 |

Гендерный состав
По данным Всероссийской переписи населения 2010 года в гендерной структуре населения мужчины составляли 49,02 %, женщины — соответственно 50,98 %.
Национальный состав
Согласно результатам переписи 2002 года, в национальной структуре населения армяне составляли 72 %.

## Инфраструктура
В населённом пункте функционируют фельдшерско-акушерский пункт и дом культуры.

## Улицы
- ул. Дружбы,
- ул. Луговая,
- ул. Мира,
- ул. Новая,
- ул. Советская[9].